# Boner Records
Boner Records es una discográfica independiente de Berkeley (California), dirigida por Tom Flynn. La disquera lanzó discos de bandas como Fang (la banda propia de Flynn), Verbal Abuse, MDC, Boneless Ones, Duh, Steel Pole Bath Tub, Melvins, The Warlock Pinchers, Hell's Kitchen, y Superconductor, entre otras.

## Discografía

### Melvins
- Bullhead (1991).
- Eggnog (1991).
- Joe Preston (1992).
- Lysol (1992).
- Ozma (1989).
- Tanx (1991).

#### Buzz Osborne
- King Buzzo (1992).

#### Dale Crover
- Dale Crover (1992).

### Fang
- Landshark (1982).
- Where The Wild Things Are (1983).
- A Mi Ga Sfafas? (1986).
- Landshark/Where the Wild Thing Are (1989).

### MDC
- Metal Devil Cokes: It's The Real Thing (1989).

### Verbal Abuse
- Rocks Your Liver (1986).

### Fearles Iranians From Hell
- Various LP and a single ('86-'89).

### Hell's Kitchen
- If You Can't Take The Heat (1988).

### Steel Pole Bath Tub
- Butterfly Love (1989).
- Tulip (1991).
- The Miracle of Sound in Motion (Boner/Tupelo) (1993).

#### Milk Cult
- Love God (Boner/Tupelo) (1992).

### Ed Hall
- Love Poke Here (1990).

### Recopilaciones
- Them Boners Be Poppin (1985).